# أندي فيرغسون
أندي فيرغسون (بالإنجليزية: Andy Ferguson)‏ (24 مارس 1985 بغلاسكو في المملكة المتحدة - ) هو لاعب كرة قدم بريطاني في مركز الهجوم. لعب مع نادي دندي ونادي كلايد ونادي ستنهاوسموير ونادي ألوا أثليتيك وأردريونيانز ونادي آير يونايتد.

## وصلات خارجية
- أندي فيرغسون على موقع قاعدة بيانات كرة القدم.إي يو (الإنجليزية)
- أندي فيرغسون على موقع Soccerbase.com (لاعب) (الإنجليزية)